# Мурминское сельское поселение
Мурминское се́льское поселе́ние — муниципальное образование в Рязанском районе Рязанской области Российской Федерации.
Административный центр — посёлок Мурмино.

## История
Статус и границы сельского поселения установлены Законом Рязанской области от 7 октября 2004 года № 74-ОЗ «О наделении муниципального образования - Рязанский район статусом муниципального района, об установлении его границ и границ муниципальных образований, входящих в его состав».

## Население
| 2010  | 2012  | 2013  | 2014  | 2015  | 2016  | 2017  |
| ----- | ----- | ----- | ----- | ----- | ----- | ----- |
| 4385  | ↗4418 | ↘4409 | ↗4454 | ↘4367 | ↘4303 | ↘4193 |
| 2018  | 2019  | 2020  | 2021  |       |       |       |
| ↗4251 | ↘4176 | ↘4166 | ↗4577 |       |       |       |

## Состав сельского поселения
| № | Населённый пункт | Тип населённого пункта          | Население |
| - | ---------------- | ------------------------------- | --------- |
| 1 | Долгинино        | село                            | ↘720      |
| 2 | Казарь           | село                            | ↘51       |
| 3 | Мурмино          | посёлок, административный центр | ↘3321     |
| 4 | Северный         | посёлок                         | 14        |
| 5 | Семкино          | село                            | ↘94       |